# Berlinale 1962
La Berlinale 1962 était le 12e festival du film de Berlin et s'est déroulée du 22 juin 1962, au 3 juillet 1962.

## Jury
- King Vidor (Président du jury)
- André Michel
- Emeric Pressburger
- Hideo Kikumori
- Dolores del Río
- Jurgen Schildt
- Max Gammeter
- Günther Stapenhorst
- Bruno E. Werner

## Palmarès
- Ours d'or : Un amour pas comme les autres de John Schlesinger
- Ours d'argent du meilleur acteur : James Stewart pour Monsieur Hobbs prend des vacances de Henry Koster
- Ours d'argent de la meilleure actrice : Rita Gam et Viveca Lindfors for No Exit de Tad Danielewski
- Ours d'argent du meilleur réalisateur : Francesco Rosi pour Salvatore Giuliano